# Long Range Desert Group

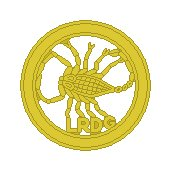
Insignie LRDG

Long Range Desert Group, česky pouštní dálkové skupiny, zkratka LRDG) byly průzkumné a hlídkové jednotky britské armády v severní Africe za druhé světové války.

## Specifikace

### Popis a úkoly
Tyto jednotky se pohybovaly v poušti ve zvlášť upravených terénních vozidlech, uzpůsobených pro velké množství nákladu. Jejich úkolem nebyl přímý boj, vykonávaly zejména hlídkovou nebo průzkumnou činnost (jedno či více vozidel).

### Bojová taktika
Vozidla za pohybu v poušti vířila velké množství prachu, proto byla snadným cílem letounů. Avšak nebyl-li letoun vyzbrojen kanonem, ale jen kulomety, znamenalo to, že je letec nucen se při útoku vystavit palbě z vozidel, což v případě, že na vozidlech byly lafetovány až 4 kulomety, znamenalo vysokou palebnou sílu. Je ovšem nutno poznamenat, že i v případě, že letoun byl vybaven kanonem, neznamenalo to dlouhodobou výhodu letce, protože dodnes je problémem leteckých kanonů malá zásoba munice. Pilot tedy nebyl schopen delší palby.
Dalším nepřítelem byla vozidla Rommelova Afrikakorpsu, či italské armády, se kterými se jednotky mohly na svých hlídkách setkat. Obzvlášť Italové měli moderní terénní vozidla. V případě střetnutí vozidel docházelo k soubojům, které lze přirovnat k soubojům vícemístných letounů, přeneseným do plochy. Řidič se snažil ostrými manévry uhýbat nepřátelské palbě a střelec (střelci), kteří se s vypětím sil drželi na poskakujících sedadlech, vedli proti nepříteli palbu a snažili se alespoň přibližně mířit.
Na tradici těchto jednotek navázala SAS, která však již byla vytvořena jako úderná jednotka pro přepady a boj v týlu nepřítele.

## Vozidla

### Popis
Těmto jednotkám sloužily různé typy vozidel, nejslavnější je americký Jeep Willys. Prošly však úpravou pro potřeby jednotky; na nich lze nejlépe demonstrovat úpravy.
U mřížek chladiče docházelo k vylámání a sem byla nasazena větší expanzní nádržka. Dále byla vozidla upravena pro lafetaci většího množství zbraní a většího nákladu. Vnitřní prostor automobilu byl naložen kanystry na vodu a benzín, vozidla byla obložena velkým množstvím zavazadel a vezla velké množství munice.

### Výzbroj
Na některých vozidlech byly umístěny až čtyři kulomety. Kulomety byly mnohdy pro zvýšení palebné síly spřaženy do dvojčat; toto se týkalo kulometů Vickers-Berthier. Kulomety zde byly lafetovány v leteckých verzích. Lafety bývaly umístěny:
- Na kapotě před místem spolujezdce
- Za sedadlem spolujezdce – otočené do zadní polosféry.
- Uprostřed nákladového prostoru.
- Na předním blatníku, někdy i u řidiče.

#### Typy zbraní
Vyskytovaly se lafetované kulomety:
- Bren
- Vickers G.O.
- velkorážový M2 Browning